# Giuseppe Fioroni
Giuseppe Fioroni, detto Beppe (Viterbo, 14 ottobre 1958), è un politico italiano, ex esponente del Partito Democratico.
È stato sindaco di Viterbo dal 3 marzo 1989 al 27 maggio 1995, deputato alla Camera dal 9 maggio 1996 al 22 marzo 2018 e ministro della pubblica istruzione dal 17 maggio 2006 all'8 maggio 2008 nel governo Prodi II.

## Biografia
Nato a Viterbo nel 1958, laureato in Medicina e Chirurgia all'Università Cattolica del Sacro Cuore e specializzato in medicina interna, diventa ricercatore universitario in Medicina interna (SSD MED/09) all'Università Cattolica di Roma presso il Policlinico Gemelli, consigliere di amministrazione dell'Istituto Superiore di Prevenzione e Sicurezza sul Lavoro e dell'Istituto Superiore di Sanità.
Durante la sua giovinezza divenne attivo nell'Associazione Guide e Scouts Cattolici Italiani (AGESCI) ed entrò nel Movimento Giovanile della Democrazia Cristiana, l'organizzazione giovanile della Democrazia Cristiana (DC), divenendo successivamente segretario della DC di Viterbo, dove fu eletto prima consigliere comunale e poi consigliere provinciale.
Alle elezioni amministrative del 1985 viene eletto al consiglio comunale di Viterbo, dove nel 1989 è stato eletto sindaco di Viterbo e rimase a Palazzo dei Priori fino al 1995, venendo rieletto alle amministrative del 1990.

### Elezione a deputato
Alle elezioni politiche del 1996 viene candidato alla Camera dei deputati nel collegio elettorale di Viterbo, sostenuto dalla coalizione di centro-sinistra L'Ulivo in quota PPI e da alcuni partiti centristi, dove viene eletto deputato, e divenne il responsabile nazionale per il settore Sanità del Partito Popolare Italiano; nel 1999 venne nominato segretario organizzativo.
Nelle politiche del 2001 confermò il suo seggio alla Camera, tra le liste proporzionali nella circoscrizione Sardegna de La Margherita, una lista elettorale centrista con Francesco Rutelli a capo, alla quale aderì il Partito Popolare Italiano (PPI), dove aderì al suo gruppo parlamentare. Nel corso della XIV legislatura ha fatto parte della 12ª Commissione Affari Sociali della Camera.
Nel 2002, quando il PPI confluì ne La Margherita come partito, con Rinnovamento Italiano di Lamberto Dini e I Democratici di Arturo Parisi, Fioroni all'interno de La Margherita ha guidato il Dipartimento delle Politiche della Solidarietà e, in seguito al congresso di Rimini de La Margherita nel 2004, è stato nominato responsabile del Dipartimento Enti locali.
Dal 1999 al 2004 è stato consigliere comunale nel paese di Villa San Giovanni in Tuscia.

### Ministro della pubblica istruzione
Alle politiche del 2006 viene ricandidato a Montecitorio, tra le liste de L'Ulivo (che unisce La Margherita e i Democratici di Sinistra), venendo rieletto per la terza volta nella XV legislatura, dove alle consultazioni politiche la coalizione di centro-sinistra L'Unione guidata da Romano Prodi ne esce vittoriosa, seppur con un risultato risicato. Successivamente con la nascita del secondo governo presieduto da Prodi, viene indicato come ministro della pubblica istruzione in quota DL, giurando il 17 maggio 2006 nelle mani del neo-presidente della Repubblica Giorgio Napolitano, incarico che mantiene fino alla sua fine del governo il 7 maggio 2008; è, a tutt'oggi, l'unico viterbese ad aver guidato un dicastero nella storia della Repubblica Italiana.
Dal 23 maggio 2007 è uno dei 45 membri del comitato nazionale per il Partito Democratico, che riunisce i leader delle componenti del nascente PD.
Ha svolto numerosi incarichi all'interno del Partito Democratico. Dal 9 maggio 2008 al 21 febbraio 2009, durante la segreteria di Walter Veltroni, riveste il ruolo di Responsabile nazione Organizzazione del PD, il 24 febbraio 2009 Dario Franceschini (già vicesegretario del PD), appena nominato segretario del PD dopo le dimissioni di Veltroni dalla segreteria nazionale, dopo l'esito negativo alle regionali sarde, lo nomina Presidente nazionale del Forum Economico del PD.

### Rielezioni alla Camera
Insieme a Dario Franceschini ha fondato Quarta Fase, l'organizzazione che raccoglie i popolari del Partito Democratico.
È stato rieletto alla Camera, sempre nelle file del Partito Democratico, sia nel 2008 che nel 2013.
A novembre 2009 Pier Luigi Bersani, neo-eletto segretario del Partito Democratico, lo nomina nel ruolo di presidente del Forum Welfare del PD in rappresentanza della "mozione Franceschini".
È stato vicepresidente della Fondazione Italia USA.
Nel 2012 Luigi Lusi, ex tesoriere della Margherita, ha sostenuto che parte dei rimborsi elettorali sono andati a diversi appartenenti al partito, tra cui Fioroni.
Durante la direzione nazionale del PD chiiamata a votare sull'adesione del PD al Partito Socialista Europeo, ha espresso l'unico voto contrario. In precedenza, in risposta all'annuncio del segretario Guglielmo Epifani dell'imminente organizzazione del congresso del PSE, aveva paventato la possibilità di rifondare la Margherita.
Durante l'elezione del Presidente della Repubblica del 2015, lancia la candidatura di Sergio Mattarella come Presidente della Repubblica, e tesse la trattativa tra il Presidente del Consiglio Matteo Renzi e le altre componenti del PD e della maggioranza di governo.
Dal 2 ottobre 2014 al 22 marzo 2018 è presidente della commissione parlamentare d'inchiesta sul rapimento e sulla morte di Aldo Moro.

### Ricandidatura a Viterbo e consigliere della Difesa
Alle elezioni politiche del 2018 è stato ricandidato nel collegio maggioritario di Viterbo alla Camera per la coalizione di centro-sinistra in quota PD, ma viene sconfitto dai candidati del centro-destra Mauro Rotelli e del Movimento 5 Stelle Elisa Galeani, mancando l'elezione.
A settembre 2019 viene nominato consigliere del ministro della difesa Lorenzo Guerini.

### L'uscita dal PD
Il 27 febbraio 2023, a seguito della vittoria di Elly Schlein alle primarie del PD, Fioroni annuncia la fuoriuscita dal partito e la nascita di un nuovo soggetto politico cattolico-democratico denominato Piattaforma Popolare - Tempi nuovi, cui aderiscono tra gli altri anche i POP - Popolari in Rete di Giuseppe De Mita, Insieme di Stefano Zamagni, i Popolari per l'Italia di Mario Mauro.
Il 13 ottobre Tempi Nuovi aderisce al Partito Democratico Europeo.
In occasione delle elezioni europee del 2024 Tempi Nuovi sostiene la candidatura di Letizia Moratti nella circoscrizione Nord-Ovest. Alle elezioni comunali in Puglia del 2024 vengono presentate le prime liste di Tempi Nuovi a San Giovanni Rotondo (con Azione nel centro-destra), a San Severo (nel centro-sinistra) senza eleggere alcun consigliere.